# Fira de la Candelera de Molins de Rei
La Fira de la Candelera de Molins de Rei és un certamen multisectorial que se celebra cada primer dissabte i diumenge del mes de febrer. Des dels seus inicis va veure com el procés d'industrialització que vivia el país feia que el tèxtil anés prenent importància i compartint protagonisme amb l'activitat agrícola i ramadera. Ha esdevingut una celebració popular que va més enllà de la simple activitat econòmica que l'originà oferint una variada mostra agrícola, comercial, industrial, lúdica, social i cultural. Fou instituïda per la reina Isabel II l'any 1852 arran de la petició formulada per un grup de propietaris i pel mateix ajuntament de Molins de Rei.
Dins els actes merament econòmics i firals cal destacar les mostres de planters, jardineria i maquinària agrícola, sectors que la fira manté des dels seus orígens i als quals s'hi ha anat afegint l'automoció i la indústria. Al costat d'aquests sectors hom pot trobar-hi productes artesanals, brocanters, objectes de col·leccionisme i diverses fires dins el certamen general com poden ser la de vins i caves, la d'alimentació, l'ecològica, la de les arts i la mostra de bestiar. A la fira també hi conflueixen tot de manifestacions socials, lúdiques i culturals: concerts, exposicions, concursos, espectacles, presentacions..., tot plegat completat amb l'esmorzar dels traginers, la botifarrada popular, les ballades dels gegants, els castellers i la sortida del Camell, un espècimen únic dins el bestiari festiu català, 50.000 m² de superfície, més de 700 expositors i uns 500.000 visitants són algunes xifres de la celebració.